# Distrito de Andelfingen
El distrito de Andelfingen es uno de los doce distritos del Cantón de Zúrich, en Suiza. Situado en el llamado Zürcher Weinland, la región vitícola del cantón de Zúrich

## Geografía
El distrito de Andelfingen limita al norte con el río Rin y los distritos de Constanza (GER-BW) y Diessenhofen (TG), al este con Steckborn (TG) y Frauenfeld (TG), al sur con Winterthur, al suroeste con Bülach, y al oeste con el cantón de Schaffhausen y el distrito de Waldshut (GER-BW).

## Comunas
| Distrito de Andelfingen | Distrito de Andelfingen | Distrito de Andelfingen |
| Comunas                 | Población (31.12.2008)  | Superficie km²          |
| ----------------------- | ----------------------- | ----------------------- |
| Adlikon                 | 569                     | 6.71                    |
| Andelfingen             | 1770                    | 6.65                    |
| Benken                  | 752                     | 5.67                    |
| Berg am Irchel          | 582                     | 7.06                    |
| Buch am Irchel          | 843                     | 10.26                   |
| Dachsen                 | 1893                    | 2.69                    |
| Dorf                    | 628                     | 5.55                    |
| Feuerthalen             | 3389                    | 2.49                    |
| Flaach                  | 1237                    | 10.16                   |
| Flurlingen              | 1356                    | 2.40                    |
| Henggart                | 2068                    | 3.01                    |
| Humlikon                | 436                     | 3.70                    |
| Kleinandelfingen        | 2032                    | 10.36                   |
| Laufen-Uhwiesen         | 1512                    | 6.27                    |
| Marthalen               | 1883                    | 14.11                   |
| Oberstammheim           | 1077                    | 9.36                    |
| Ossingen                | 1364                    | 13.07                   |
| Rheinau                 | 1320                    | 8.96                    |
| Thalheim an der Thur    | 799                     | 6.44                    |
| Trüllikon               | 1007                    | 9.52                    |
| Truttikon               | 460                     | 4.42                    |
| Unterstammheim          | 893                     | 7.32                    |
| Volken                  | 296                     | 3.21                    |
| Waltalingen             | 666                     | 7.25                    |
| Total (24)              | 28 832                  | 166.64                  |